# Juan Surraco
Juan Surraco, vollständiger Name Juan Ignacio Surraco Lamé, (* 14. August 1987 in Montevideo) ist ein uruguayischer ehemaliger Fußballspieler.

## Karriere

### Verein
Der 1,76 Meter große Mittelfeldakteur Surraco gehörte zu Beginn seiner Karriere in der Clausura 2006 dem Kader des in Montevideo beheimateten Klubs Central Español an. In der Halbserie absolvierte er zwölf Partien in der Primera División und schoss ein Tor. Anschließend wechselte er nach Italien zu Udinese Calcio. Bei den Italiern bestritt er jedoch in der Saison 2006/07 kein Ligaspiel in der Mannschaft der Serie A. In der Spielzeit 2007/08 lief er sodann 24-mal (kein Tor) für ACR Messina in der Serie B auf. Im Juli 2008 schloss er sich, wie zuvor auch schon im Fall des ACR Messina, auf Leihbasis dem AC Ancona an, bei dem er in den Saisons 2008/09 und 2009/10 in 35 (33 Ligaspiele zzgl. zwei Play-out-Spiele) bzw. 38 Spielen der Serie B eingesetzt wurde und zwei bzw. drei Tore schoss. Auch zwei Einsätze (kein Tor) in der Coppa Italia stehen dort für ihn zu Buche. Ab Mitte 2010 war er – als Leihspieler von Udinese mit Kaufoption – für den AS Livorno aktiv. Zwei nationale Pokalspiele und 25 Zweitligaeinsätze (fünf Tore) sind beim Klub aus der Hafenstadt in der Toskana in der Spielzeit 2010/11 verzeichnet. Über den FC Turin, an den er seitens Udinese in der Saison 2011/12 ausgeliehen wurde und für den er 23-mal (ein Tor) in der Serie B auf dem Platz stand, führte sein Karriereweg im August 2012 zum FC Modena. Auch dort war er im Rahmen eines Leihgeschäfts zwischen Udinese und Modena beschäftigt und wurde im Juli 2013 schließlich für zwei weitere Jahre fest verpflichtet. Nach 33 Zweitligaeinsätzen mit zwei Treffern (2012/13: 27 Spiele/1 Tor; 2013/14: 6/1) und drei Coppa-Italia-Spielen (kein Tor) verließ er den Klub im Januar 2014 zugunsten des AS Cittadella. In der ersten Jahreshälfte bestritt er beim Verein aus Venetien 18 Zweitligaspiele und traf zweimal ins gegnerische Tor. Mitte 2014 schloss er sich erneut dem AS Livorno an. In der Spielzeit 2014/15 wurde er viermal (kein Tor) in der Serie B und einmal (kein Tor) in der Coppa Italia eingesetzt.
Anfang März 2015 kehrte er nach Uruguay zurück und setzte seine Karriere beim Erstligisten El Tanque Sisley fort. Dort lief er in der Clausura 2015 siebenmal (kein Tor) in der Primera División auf. Ende August 2015 ging er zurück nach Italien und schloss sich US Lecce an. In der Spielzeit 2015/16 absolvierte er 31 Spiele in der Serie B und schoss sechs Tore. Mitte Juli 2016 wechselte er zu Ternana Calcio. Für den Klub lief er in 14 Partien (kein Tor) der Serie B auf. Ende Januar 2017 verpflichtete ihn Feralpisalò. Bis zum Saisonende kam er bei den Lombarden in sieben Drittligaspielen zum Einsatz und schoss ein Tor. Im August 2017 wechselte er zum AC Pistoiese.

### Nationalmannschaft
Surraco gehörte dem Kader der uruguayischen U-20-Fußballnationalmannschaft an. Mit dieser nahm er sowohl an der U-20-Südamerikameisterschaft 2007 in Paraguay als auch an der U-20-Weltmeisterschaft 2007 teil. Bei der WM absolvierte er drei Länderspiele (kein Tor). Er debütierte am 21. Mai 2006 beim 1:0-Sieg im Freundschaftsspiel gegen Nordirland unter Trainer Óscar Tabárez in der uruguayischen A-Nationalmannschaft, als er in der 83. Spielminute für Fabián Estoyanoff eingewechselt wurde. Sein zweites und letztes Länderspiel absolvierte er am 24. Mai 2006 beim 2:0-Sieg im Freundschaftsländerspiel gegen Rumänien.